# کلوکوتشی (ناحیه پرروف)
کلوکوتشی (به چکی: Klokočí) یک منطقهٔ مسکونی در جمهوری چک است که در ناحیه پرروف واقع شده‌است. کلوکوتشی ۳٫۶۶ کیلومتر مربع مساحت و ۲۴۸ نفر جمعیت دارد و ۲۷۸ متر بالاتر از سطح دریا واقع شده‌است.